# Curvisaccula
Curvisaccula är ett släkte av fjärilar. Curvisaccula ingår i familjen vecklare.
Kladogram enligt Catalogue of Life:
| Curvisaccula | \| \| Curvisaccula encausta \| \| \| \| \| \| Curvisaccula philpotti \| \| \| \| \| \| Curvisaccula triorthota \| \| \| \| |
|              | \| \| Curvisaccula encausta \| \| \| \| \| \| Curvisaccula philpotti \| \| \| \| \| \| Curvisaccula triorthota \| \| \| \| |
|              | Curvisaccula encausta |
|              | |
|              | Curvisaccula philpotti |
|              | |
|              | Curvisaccula triorthota |
|              | |